# 鬚蝰魚
鬚蝰魚（学名：Chauliodus barbatus）为輻鰭魚綱巨口鱼目巨口鱼科的其中一種。分布於東南太平洋區的智利海域，為深海魚類，棲息深度約2000公尺，體長可達19.8公分。

## 扩展阅读
維基物種上的相關：鬚蝰魚